# Marschallstab

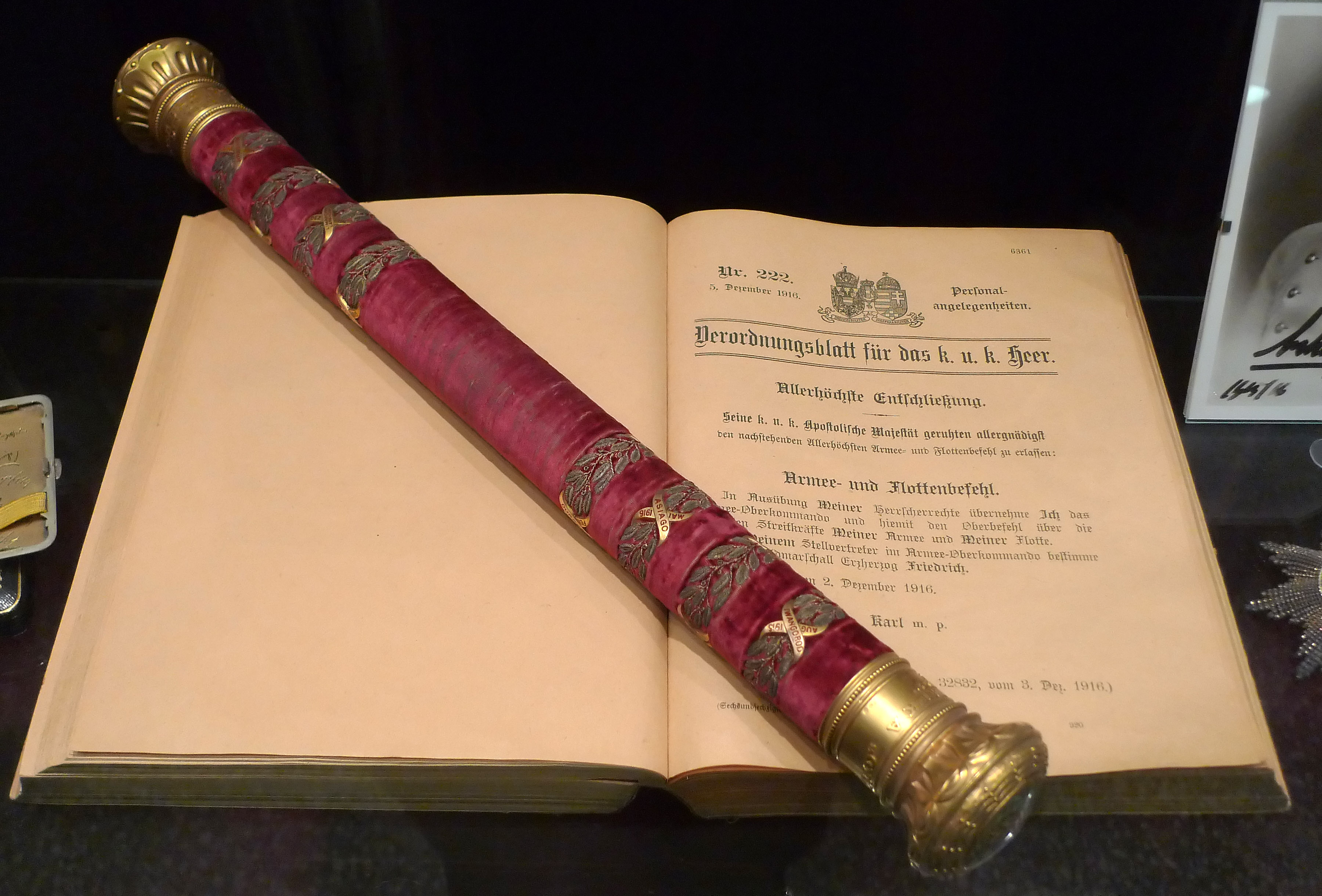
Marschallstab von Erzherzog Friedrich von Österreich

Der Marschallstab wird von einem Marschall als Insigne seiner Würde als Stab geführt und bei zeremoniellen Anlässen getragen.

## Entstehung

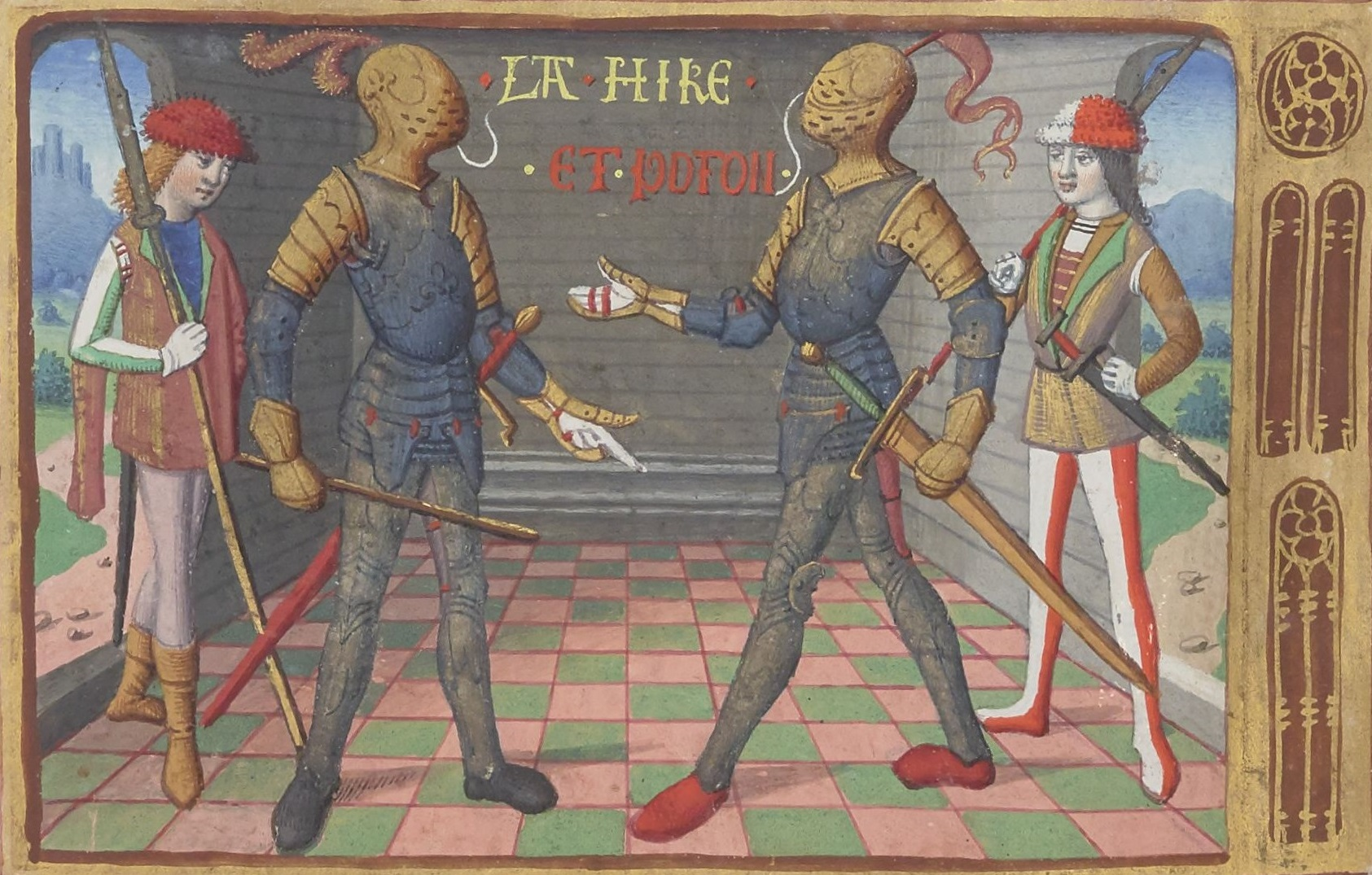
Der französische Feldherr Étienne de Vignolles (Mitte links) mit Marschallstab (Buchmalerei aus dem Vigiles du roi Charles VII von Martial d'Auvergne, 15. Jahrhundert)

Der Marschall bezeichnet ein hohes Amt an fürstlichen Höfen und war der (militärische und politische) Führer der Ritterschaft des jeweiligen Fürsten. In der Renaissance spaltete sich das Amt in militärische Führer, den Leiter des Hofes und den Vorsitzenden der Adelsvertretung auf.
Bei feierlichen Gelegenheiten trug der Hofmarschall einen langen Stab als Zeichen seiner Würde und machte bei Hof an der Marschallstafel, einer Nebentafel für die Personen, welche nicht an der fürstlichen Tafel selbst Plätze erhielten, den Wirt. Die Person des Hofmarschalls mit dem langen Stab sieht man heute noch u. a. am englischen Hof.
Aus dem Marschallstab (Kommandostab) wurde im Mittelalter ein Würdeabzeichen der höchsten militärischen Befehlshaber. Beim Militär war Generalfeldmarschall (auch Feldmarschall, Marschall der Armee o. dgl.) der höchste Dienstgrad. Der Marschallstab entwickelte sich aus dem Streitkolben der Ritter.
Der Großadmiralstab wurde bei der deutschen kaiserlichen Marine ohne vorherige Tradition dem Marschallstab nachgebildet.

## Marschallstäbe in verschiedenen Ländern

### Sparta
Kommandostäbe waren bereits im klassischen Griechenland in Gebrauch. Belegt ist dies etwa für die Armee Spartas, von der Plutarch berichtet, dass der Feldherr Gylippos während der Belagerung von Syrakus 414 v. Chr. allein durch seinen Kommandostab und Feldherrnmantel die Wende bewirkte.

### Römisches Reich
In der römischen Frühzeit, später auch in der Diktatur war dem König, Prätor, Konsul und zuletzt auch dem Diktator eine Gruppe von Liktoren zugeordnet, die die Funktion der Leibwächter ausübten. Ihr Zeichen war das Liktorenbündel (lat. fasces). Ursprünglich waren die Fasces einfache Gerten, die als harmlose Schlagwaffe benutzt wurden. Später wurden die Fasces als Rutenbündel mit einer Beilklinge als Hoheitszeichen dem Würdenträger vorangetragen. Diese Fasces wandelten sich über die folgenden Jahrhunderte zu einem bloßen Ehrenzeichen. Der Stock oder Stab findet sich aber als Rangsignatur auch bei Centurionen, die neben dem querstehenden Federbusch auf dem Helm die Vitae führten.
Der Marschallstab in sich ging aus der Kriegskeule als Blankwaffe hervor.

### Heiliges Römisches Reich

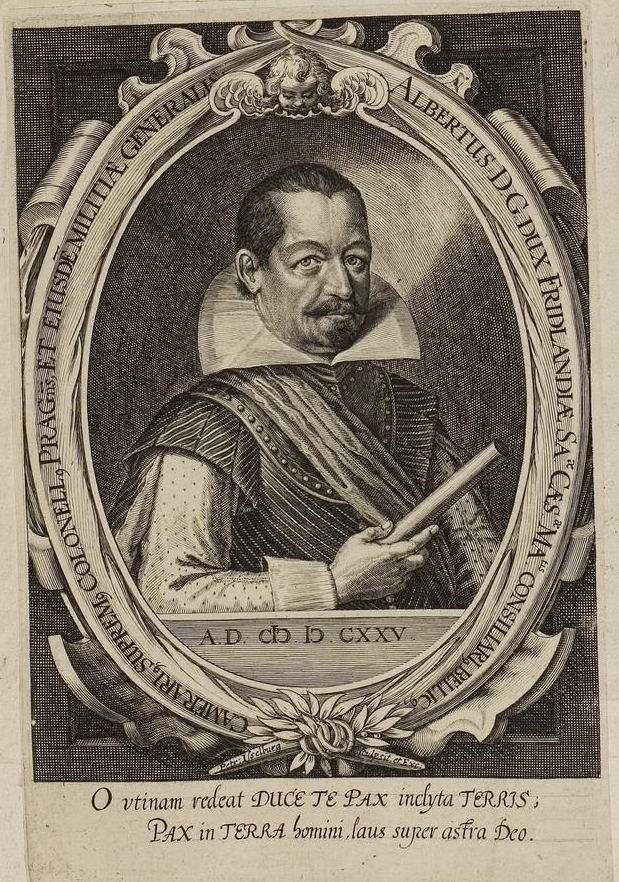
Wallenstein mit Marschallstab

Bereits die Feldmarschälle des Heiligen Römischen Reiches trugen Kommandostäbe, die aber sehr unterschiedlich gearbeitet waren. Wallenstein wird als erster Generalis von um 1634 mit Stab so später dargestellt. Prinz Eugen führte einen Kommandostab, der aus zwei zusammengeschweißten Musketenläufen gearbeitet war und viele Durchbrechungen aufwies.
Nach dem Untergang des Heiligen Römischen Reiches (HRR) 1806 wurden keine Reichsgeneralfeldmarschälle mehr ernannt.
Auch die Generalfeldmarschälle bzw. Feldmarschälle verschiedener Reichsländer des HRR wie Kurbrandenburg (siehe Bild von Alexander von Spaen, 1691), Kurbayern, Kurhannover, Kursachsen oder Kurpfalz trugen einen Stab.

### Preußen

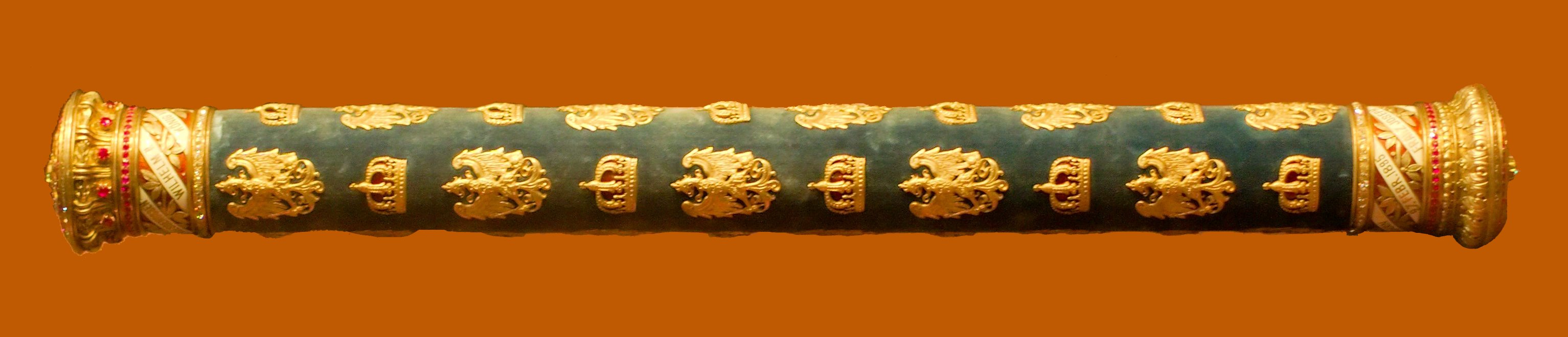
Preußischer Marschallstab von 1895

Beim Tode von Arthur Wellesley, Herzog von Wellington, 1852 führte das Königreich Preußen den Marschallstab wieder ein. Wellington war ehrenhalber Generalfeldmarschall der preußischen Armee. Vor seiner Beerdigung wurde festgestellt, dass er zwar einen englischen Marschallstab mit ins Grab bekommen sollte, aber – weil nicht vorhanden – keinen preußischen. So wurde im Schnellverfahren ein preußischer Marschallstab gefertigt und mit in das Grab gelegt.
Der preußische 30 cm lange Feldmarschallstab zeigte auf himmelblauem Samt abwechselnd goldene Königskronen und heraldische Adler. An den Querschnittflächen war der schwarze heraldische königliche Adler auf weißem Grund angebracht.
Die Marschallstäbe der anderen deutschen Staaten ähnelten meist den preußischen Stäben dieser Zeit, mit Abweichungen in Bayern und Württemberg.

#### Interimsfeldmarschallstab
Den Interimsfeldmarschallstab (im täglichen Dienst getragen) gab es nur bei den deutschen Streitkräften. Der Stab war von Kaiser Wilhelm II. gestiftet worden. Er glich einem Reitstock mit goldener Königskrone am oberen Ende. Mitunter wurden Marschallstäbe besonders angefertigt, so für das 50-jährige Militärjubiläum von König Albert von Sachsen und zum 90. Geburtstag des Feldmarschalls Helmuth von Moltke (mit Diamanten besetzte Marschallstäbe der preußischen Ausführung).

### Deutsches Kaiserreich
Da sich das Deutsche Heer auf die Bundesstaaten verteilte, wurden im Deutschen Kaiserreich Marschallstäbe wie vor 1871 von den Bundesstaaten verliehen.

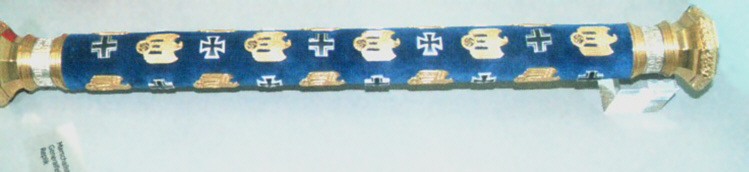
Replik: Marschallstab von GFM von Richthofen

### Wehrmacht nach 1935
Im „Dritten Reich“ gab es infolge des aufblühenden systematischen Personenkults erstmals einheitliche Marschallstäbe für alle Reichsteile. Adolf Hitler beförderte 1936 Werner von Blomberg zum Generalfeldmarschall und verlieh ihm den Marschallstab, der nach 1945 in die USA kam und heute im National Museum of American History ausgestellt wird. In der Folge wurden unterschiedliche Marschallstäbe für Heer und Luftwaffe gefertigt.
Auch in der Wehrmacht war es üblich, dass für den täglichen Gebrauch Interimsstäbe genutzt wurden, während die prächtig verzierten Marschallstäbe nur bei besonderen Anlässen wie etwa Paraden und bei der Meldung des verleihenden Staatsoberhaupt Verwendung fanden.
Heer
Die Marschallstäbe waren beim Heer mit rotem Samt bezogen. Auf den Knäufen war unten das Eiserne Kreuz und oben der Wehrmachtsadler eingelassen.
Luftwaffe
Bei der Luftwaffe waren die Stäbe hellblau bezogen. Sie trugen wie beim Heer das Eiserne Kreuz und den Wehrmachtsadler sowie zusätzlich das Balkenkreuz. Der 49 cm lange Marschallstab von Albert Kesselring tauchte im Dezember 2010 in einer amerikanischen Auktion auf.
Marine

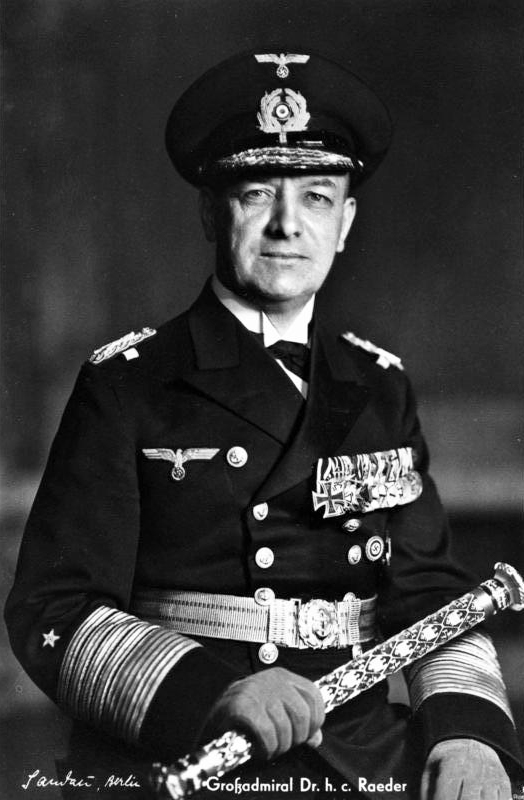
Großadmiralstab von Erich Raeder mit Marschallstab

Seit 1900 führten Großadmirale der deutschen Marine an Stelle des Marschallstabes den Großadmiralstab und an Stelle des Interimsfeldmarschallstabes den Interimsgroßadmiralstab (ein Fernrohr).
Generalfeldmarschälle ohne Marschallstab
Die Generalfeldmarschälle Friedrich Paulus, Ferdinand Schörner (beide Heer) und Robert Ritter von Greim (Luftwaffe) erhielten keinen Marschallstab, da Paulus in Stalingrad kurz nach seiner Beförderung in sowjetische Kriegsgefangenschaft geriet, sowie Schörner und von Greim erst 1945 zum Generalfeldmarschall befördert wurden und aufgrund der Kriegsverhältnisse keine Marschallstäbe mehr angefertigt werden konnten. Schörner erhielt noch den Interimsstab.
Reichsmarschall
Die formale Eigenschaft des ranghöchsten Befehlshabers einer Teilstreitkraft der Wehrmacht mit der ansonsten unter dem Oberbefehl Adolf Hitlers militärisch funktionslosen Bezeichnung des Reichsmarschalls erforderte im nationalsozialistischen Personenkult ein besonderes Ehrenzeichen für den Oberbefehlshaber der Luftwaffe Hermann Göring. Dieser verlieh sich zu seiner von ihm selbst betriebenen Beförderung zum Reichsmarschall einen Marschallstab.

#### Interimsfeldmarschallstab
Der Interimsfeldmarschallstab war für Heer und Luftwaffe gleich und ähnlich dem Preußens. Im Unterschied hatte er aber einen glatten Knauf sowie eine Ananas als Abschluss. Er war mit Wehrmachtsadlern verziert.

### Polen

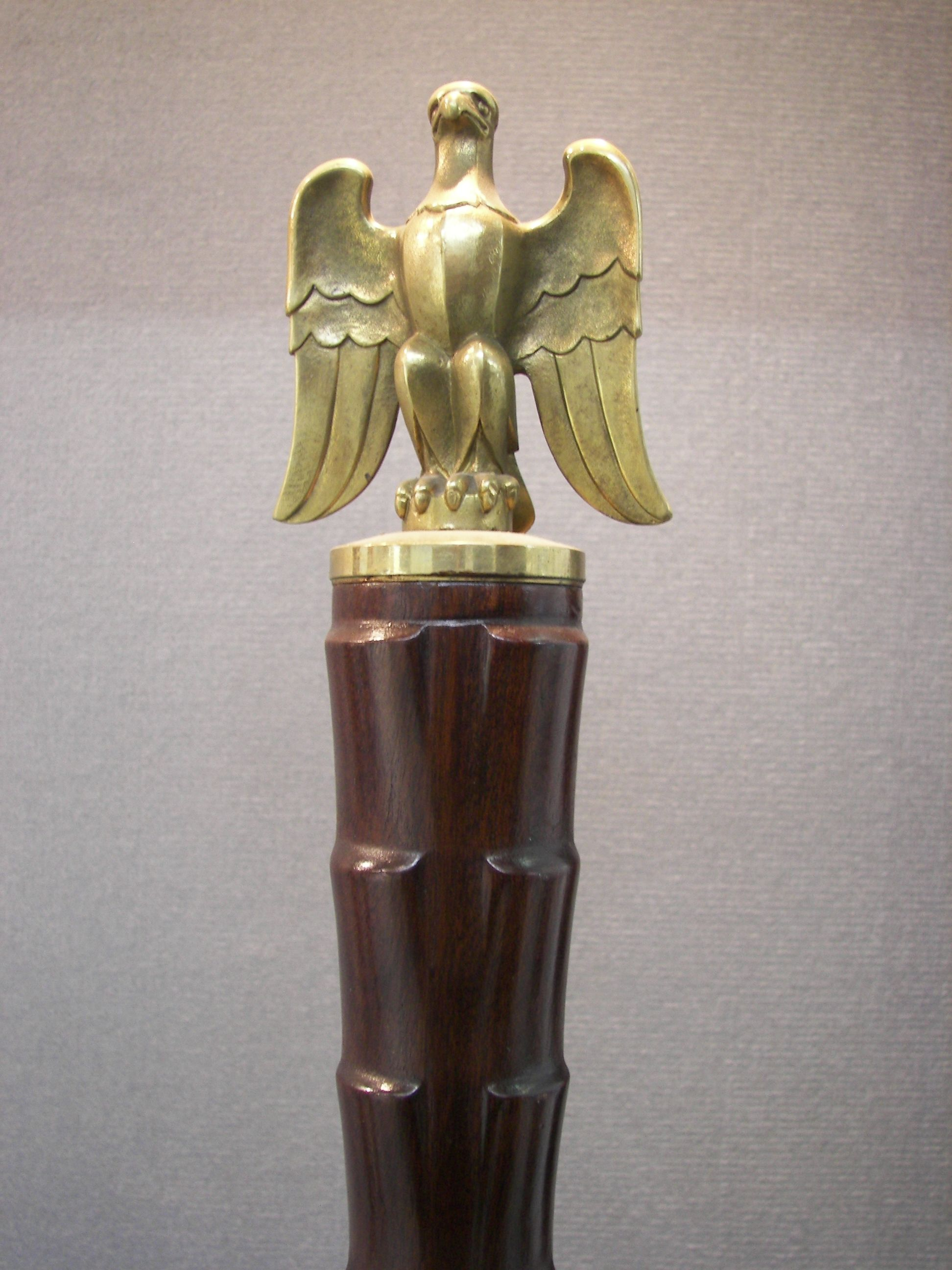
Amtsstab des Sejm-Marschalls

König August der Starke ernannte als polnischer König August II. (1697–1733) auch königlich polnischen Generalfeldmarschälle, die einen Stab führten.
Der Marschall von Polen führte als Amtszeichen einen sogenannten Pusikan, einen Streitkolben.
Der Präsident des Sejm, der ersten Kammer des polnischen Parlaments, wird als Sejm-Marschall bezeichnet. Auch er führt einen Marschallstab.

### Britisches Weltreich
In Großbritannien wurden die Marschallstäbe bereits 1736 eingeführt und behielten seitdem ihre Form. Der Stab ist mit rotem Samt bezogen, auf dem englische Löwen aufgelegt sind. Am oberen Ende des Stabes ist ein berittener Ritter aufgesetzt, der einen Drachen tötet, was auf den heiligen Georg zurückgeht.
Auch die Marschälle aus Armeen der früheren Kolonien des Britischen Empires erhielten diese Art von Marschallstäben, insbesondere Kanada und Australien.

### Frankreich

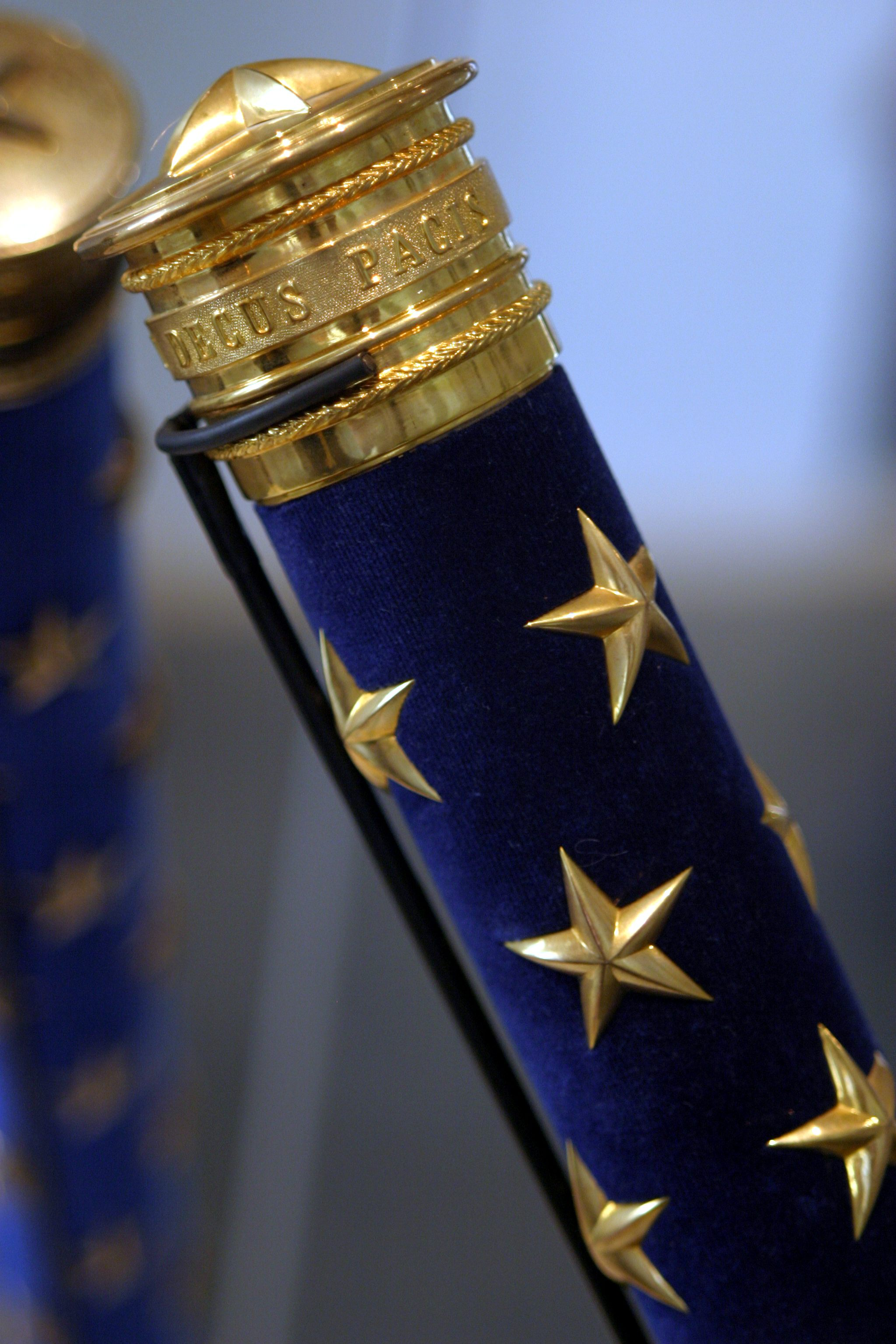
Details eines französischen Marschallstabes

In Frankreich erhielten die Marschälle seit dem 18. Jahrhundert den Baton fleurdelisé, 20 Zoll lang, 1,5 Zoll stark, mit blauem Samt überzogen und mit heraldischen Lilien belegt. Auf die goldgefassten Enden sind auf einer Seite Name und Rang des Inhabers aufgebracht, auf der anderen das Motto Terror belli decus pacis („Schrecken im Krieg, Zierde in Friedenszeiten“). Die späteren kaiserlichen und republikanischen Marschallstäbe sind statt mit Lilien mit napoleonischen Adlern bzw. Sternen belegt.

## Zitate zum Marschallstab
Es wird überliefert, Napoleon habe die Soldaten mit der Rede motiviert, dass ein jeder einen Marschallstab in der Patronentasche („giberne“) trage. Damit habe er sagen wollen, dass jeder gemeine Soldat die Möglichkeit besitze, ein Kommandierender zu werden.

## Marschallstäbe in Museen

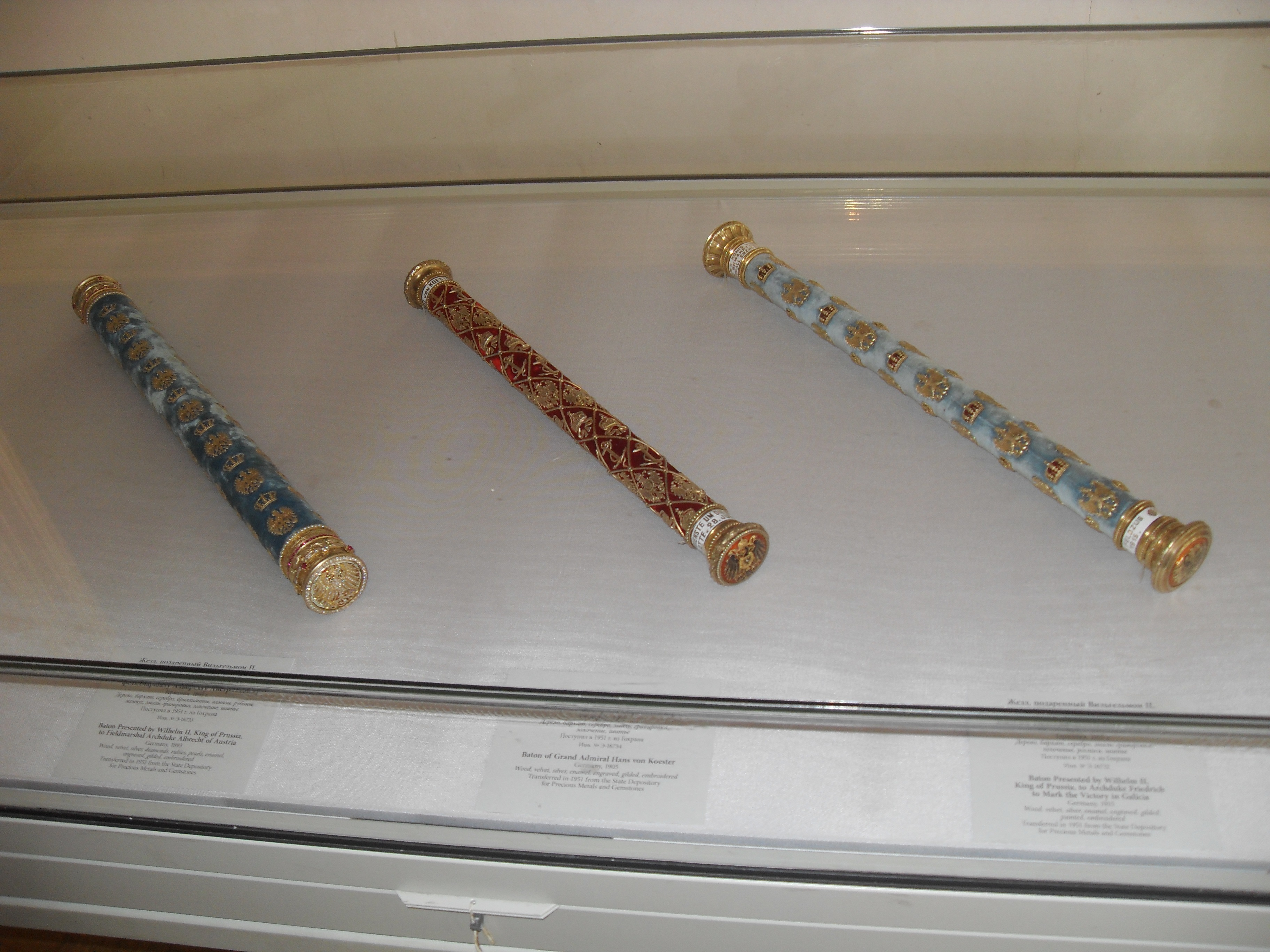
Preußische Marschallstäbe in der Eremitage

Die Marschallstäbe der im folgenden aufgeführten Generalfeldmarschälle befinden sich in Museen:
- Kaiser Franz Joseph I. von Österreich, preußischer Marschallstab verliehen 1898 (Schatzkammer in Wien)
- Kaiser Franz Joseph I. von Österreich, britischer Marschallstab (Heeresgeschichtliches Museum in Wien)
- König Wilhelm II. von Württemberg (Haus der Geschichte Baden-Württemberg – Stuttgart)
- Werner von Blomberg (National Museum of American History – Washington, D.C., USA)
- Maximilian Reichsfreiherr von Weichs (National Infantry Museum – Columbus, USA)
- Günther von Kluge (Deutsches Panzermuseum – Munster)
- Erwin Rommel (Festung Reuenthal, Schweiz)
- Leonhard von Blumenthal (Deutsches Historisches Museum, Berlin)
- Helmuth Karl Bernhard von Moltke (Staatliches Historisches Museum Moskau, Moskau)
- Albrecht von Österreich-Teschen (Eremitage, Sankt Petersburg)
- Friedrich von Österreich-Teschen (Eremitage, Sankt Petersburg)
- Alfred von Waldersee (Internationales Maritimes Museum Hamburg, Hamburg)
- Hermann Göring Feldmarschallstab (National Infantry Museum – Columbus, USA)
- Hermann Göring Reichsmarschallstab (West Point Museum – West Point, USA)
- Rupprecht von Bayern (Museum der Bayerischen Könige – Hohenschwangau)
- Max von Bock und Polach (Militärhistorisches Museum der Bundeswehr, Dresden)
- Thomas Blamey (Australian War Memorial – Canberra, Australien)

### Großadmiralstäbe in Museen
- Wilhelm II. (Schatzkammer der Burg Hohenzollern, Burg Hohenzollern)
- Oskar II. (Livrustkammaren, Stockholm)
- Hans von Koester (Eremitage, Sankt Petersburg)
- Heinrich Prinz von Preußen (Internationales Maritimes Museum Hamburg, Hamburg)
- Henning von Holtzendorff (Internationales Maritimes Museum Hamburg, Hamburg)
- Karl Dönitz (Shropshire Regimental Museum, Shrewsbury)

## Marschallstab in der Heraldik

Gekreuzte Stäbe hinter dem Wappen Moritz‘ von Sachsen als Maréchal général des camps et armées du roi

Der Stab ist in der Heraldik nicht besonders verbreitet. In und hinter dem Wappenschild haben nur Militärpersonen oft auch im Adelsstand diese gemeine Figur verwendet, wenn sie auch im wirklichen Besitz dieses Militärsymbols waren. Dargestellt wird er hinter dem Wappen als Schragen gekreuzt und der zeigt oft die Zeichen des Originales. Manche Heraldiker rechnen diesen Stab zur Armatur.